# Његова кућа
Његова кућа (енгл. His House) британско-амерички је хорор филм из 2020. године, редитеља и сценаристе Ремија Викса, са Вунми Мосаку, Сопеом Дирисуом и Метом Смитом у главним улогама. Радња прати брачни пар избеглица из Јужног Судана, који покушавају да се привикну на нови живот у Енглеској, док истовремено откривају да је кућа у коју су се уселили уклета. Викс је добио Награду БАФТА за изузетно дебитантско остварење, Мосаку је била номинована за најбољу глумицу у главној улози, а филм је био номинован за најбољи британски филм године. Осим тога, филм је био номинован за 14 БИФА награда, од чега је освојио 4 и то за најбољу режију, најбољу главну глумицу, најбоље ефекте и најбољи дизајн продукције.
Филм је премијерно приказан 27. јануара 2020, на Филмском фестивалу Санденс, да би након тога био објављен на Нетфликсу 30. октобра 2020. Добио је бројне похвале критичара, који су га на сајту Ротен томејтоуз оценили са 100%. С друге стране, публика га је на истом сајту оценила са 74%. Филм има позитивне рецензије и на Метакритику, док су оцене на ИМДБ-у нешто ниже.

## Радња
Ријал и Бол Маџур избеглице су из Јужног Судана, који је разорен ратом. Док су покушавали да препливају Ламанш из Француске, чамац се преврнуо и њихова ћерка Нијагак се удавила. Неколико месеци касније влада им је доделила оронулу али велику кућу, као и стриктна правила којих се морају придржавати да не би били депортовани. Док покушавају да се прилагоде, суочавају се са расизмом и мржњом својих комшија. Ситуација се погоршава када открију да је кућа уклета.
Кроз флешбек сцене открива се да Нијагак није њихова права ћерка. Да би побегли из Судана, Ријал и Бол су морали да се укрцају на аутобус који је примао само родитеље са децом. Пошто они нису имали дете, Бол је одвојио Нијагак од њене праве мајке. Тако су се он и Ријал спасили, а Нијагакина мајка је због њих настрадала. Натприродне појаве које се дешавају у кући потичу од њихове гриже савести, јер нису спасили Нијагак кад је испала из чамца...

## Улоге
| Глумац                   | Улога       |
| ------------------------ | ----------- |
| Вунми Мосаку             | Ријал Маџур |
| Сопе Дирису              | Бол Маџур   |
| Мет Смит                 | Марк Есворт |
| Хавијер Ботет Корнел Џон | Апет        |
| Емили Тафе               | др Хејз     |
| Малаика Абигаба          | Нијагак     |
| Вивијен Соан             | комшиница   |